# اسکات ولتز

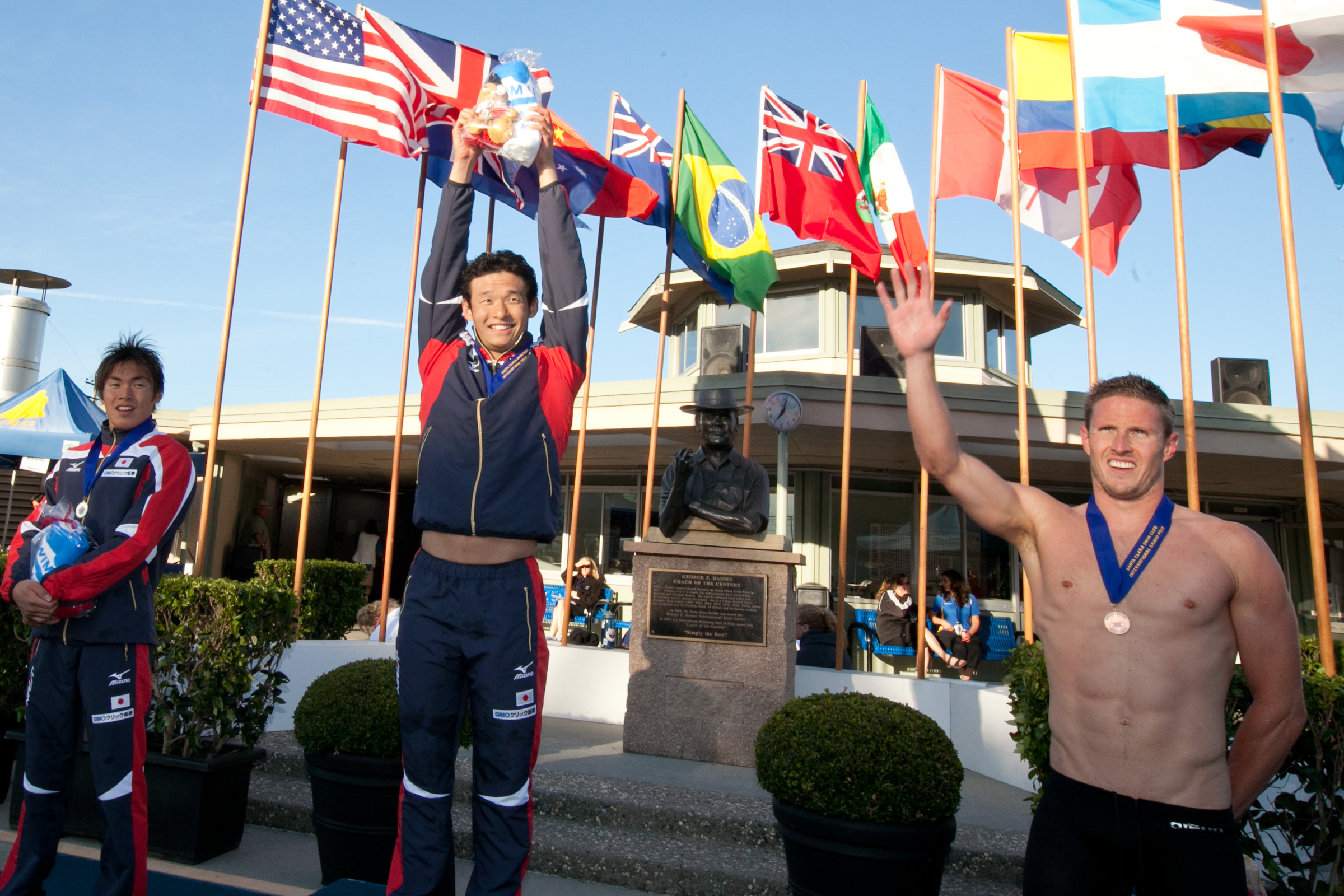
«اسکات ولتز» اولین نفر از سمت راست تصویر

اسکات ولتز (به انگلیسی: Scott Weltz) (زادهٔ ۱۹ مارس ۱۹۸۷) شناگر اهل ایالات متحده آمریکا است.